# Edwardsiana spinigera
Edwardsiana spinigera är en insektsart som först beskrevs av Edwards 1924.  Edwardsiana spinigera ingår i släktet Edwardsiana och familjen dvärgstritar. Inga underarter finns listade i Catalogue of Life.